# Palinurus (crustacé)
Pour les articles homonymes, voir Palinurus.
Genre
Palinurus est un genre de langoustes.

## Étymologie
Le nom Palinurus (famille des Palinuridae) a été choisi en 1795 par l'entomologiste allemand Friedrich Weber. Il dérive du nom d'un personnage de la mythologie romaine, Palinurus un compagnon de voyage du héros Énée, tombé à la mer tandis qu'il conduisait la flotte vers l'Italie.
Une explication possible à ce choix est qu'à l'époque de Weber, les crustacés étaient peut-être considérés comme des insectes tombés à l’eau (cf. les « araignées de mer »), tout comme Palinure.

## Liste des espèces
Selon World Register of Marine Species (18 janvier 2018) :
- Palinurus barbarae Groeneveld, Griffiths & Van Dalsen, 2006 — langouste géante
- Palinurus charlestoni Forest & Postel, 1964 — lagosta rosa (Cap-Vert)
- Palinurus delagoae Barnard, 1926 — langouste du Natal
- Palinurus elephas (Fabricius, 1787) — langouste rouge ou langouste commune
- Palinurus gilchristi Stebbing, 1900 — langouste du Natal
- Palinurus mauritanicus Gruvel, 1911 — langouste rose

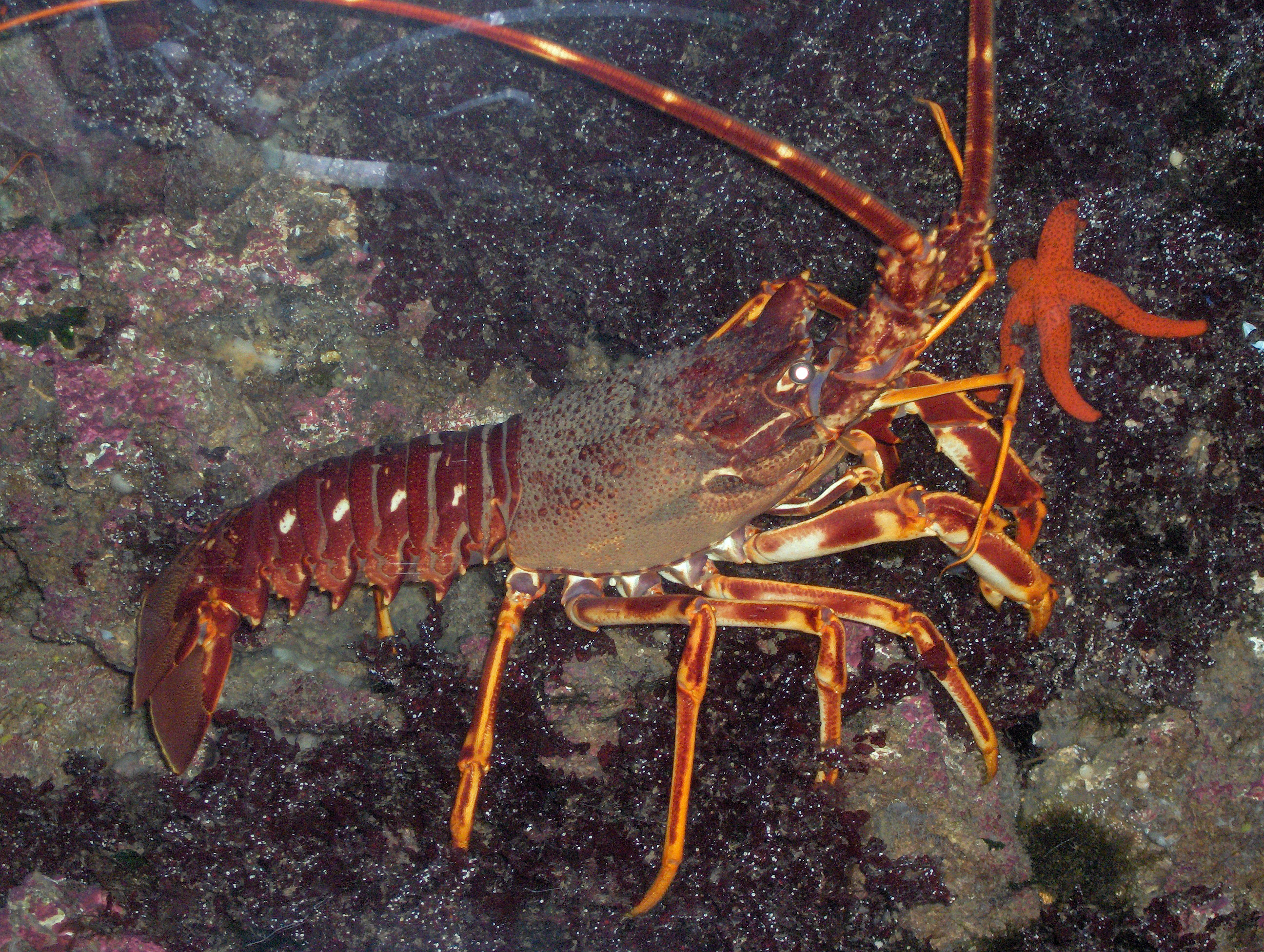
Palinurus elephas
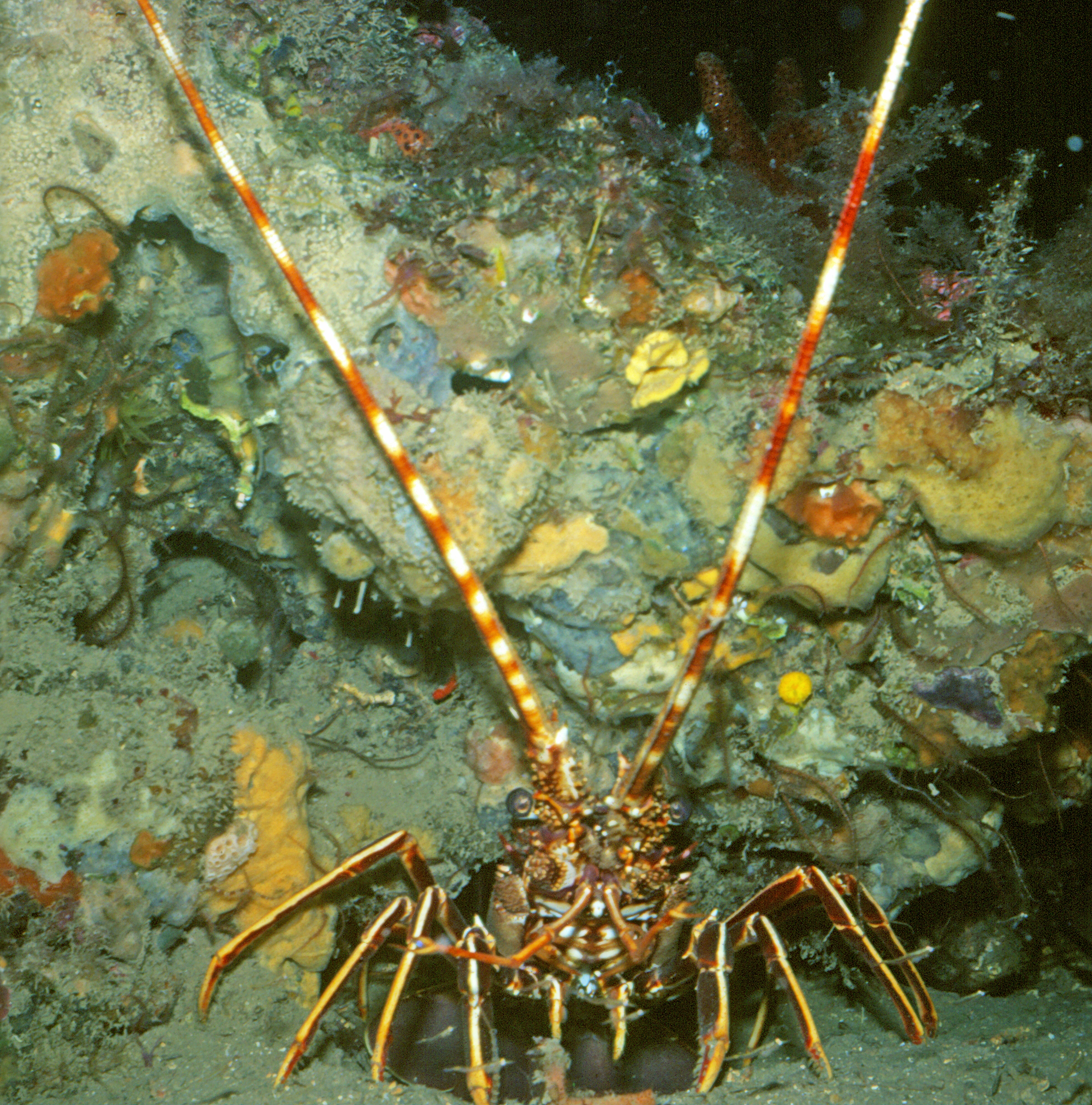
Palinurus vulgaris